# NCIS: Hawaiʻi
NCIS: Hawaiʻi es una serie de televisión estadounidense creada por Christopher Silber, Jan Nash y Matt Bosack. Se estrenó el 20 de septiembre de 2021 en CBS, es una serie derivada de NCIS. La serie es protagonizada por Vanessa Lachey, Alex Tarrant, Noah Mills, Yasmine Al-Bustami, Jason Antoon, Tori Anderson y Kian Tala. En febrero de 2023, la serie fue renovada para una tercera temporada, que se estrenó el 12 de febrero de 2024. En abril de 2024, la serie fue cancelada tras tres temporadas.

## Sinopsis
La serie sigue a un equipo ficticio de agentes del Servicio de Investigación Criminal de la Marina que trabajan en la Oficina de Campo de Pearl Harbor, dirigida por la agente especial al mando Jane Tennant. El equipo investiga delitos relacionados al personal militar y la seguridad nacional.

## Elenco

### Principal
- Vanessa Lachey como Jane Tennant[6]
- Alex Tarrant como Kai Holman[7]
- Noah Mills como Jesse Boone[8]
- Yasmine Al-Bustami como Lucy Tara
- Jason Antoon como Ernie Malik
- Tori Anderson como Kate Whistler[9]
- Kian Talan como Alex Tennant (temporadas 1–2; invitado temporada 3)[9]

### Recurrente
- Enver Gjokaj como el Capitán Joe Milius
- Mahina Napoleon como Julie Tennant
- Julie White como Maggie Shaw
- Sharif Atkins como el Sargento de Artillería Norman «Boom Boom» Gates
- Seana Kofoed como la Capitana Carla Chase
- Anthony Ruivivar como Daniel Tennant
- LL Cool J como Sam Hanna (temporada 3; invitado temporada 2)

### Invitados
- Beulah Koale como David Sola
- Mark Gessner como Agente Neil Pike

## Episodios

### Temporadas
| Temporada | Temporada | Episodios | Episodios | Emisión original         | Emisión original   |
| Temporada | Temporada | Episodios | Episodios | Primera emisión          | Última emisión     |
| --------- | --------- | --------- | --------- | ------------------------ | ------------------ |
|           | 1         | 22        | 22        | 20 de septiembre de 2021 | 23 de mayo de 2022 |
|           | 2         | 22        | 22        | 19 de septiembre de 2022 | 22 de mayo de 2023 |
|           | 3         | 10        | 10        | 12 de febrero de 2024    | 6 de mayo de 2024  |

### Primera temporada (2021–22)
| N.º en serie | N.º en temp. | Título          | Dirigido por     | Escrito por                                | Fecha de emisión original | Código de prod. | Audiencia (millones) |
| ------------ | ------------ | --------------- | ---------------- | ------------------------------------------ | ------------------------- | --------------- | -------------------- |
| 1            | 1            | «Pilot»         | Larry Teng       | Matt Bosack, Jan Nash y Christopher Silber | 20 de septiembre de 2021  | HAW101          | 6.59                 |
| 2            | 2            | «Boom»          | Larry Teng       | Jan Nash y Christopher Silber              | 27 de septiembre de 2021  | HAW102          | 5.54                 |
| 3            | 3            | «Recruiter»     | Ruben Garcia     | Jan Nash y Christopher Silber              | 4 de octubre de 2021      | HAW103          | 5.54                 |
| 4            | 4            | «Paniolo»       | Larry Teng       | Noah Evslin                                | 11 de octubre de 2021     | HAW104          | 5.29                 |
| 5            | 5            | «Gaijin»        | Tim Andrew       | Ron McGee                                  | 18 de octubre de 2021     | HAW105          | 5.35                 |
| 6            | 6            | «The Tourist»   | Yangzom Braun    | Amy Rutberg                                | 1 de noviembre de 2021    | HAW106          | 5.07                 |
| 7            | 7            | «Rescuers»      | James Bamford    | Yakira Chambers                            | 8 de noviembre de 2021    | HAW107          | 5.11                 |
| 8            | 8            | «Legacy»        | Lisa Demaine     | Yalun Tu                                   | 29 de noviembre de 2021   | HAW108          | 5.02                 |
| 9            | 9            | «Impostor»      | Loren Yaconelli  | Matt Bosack                                | 6 de diciembre de 2021    | HAW109          | 5.16                 |
| 10           | 10           | «Lost»          | Tim Andrew       | Jan Nash                                   | 3 de enero de 2022        | HAW110          | 4.91                 |
| 11           | 11           | «The Game»      | James Hayman     | Noah Evslin y Amy Rutberg                  | 17 de enero de 2022       | HAW111          | 5.01                 |
| 12           | 12           | «Spies, Part 1» | LeVar Burton     | Yakira Chambers y Ron McGee                | 23 de enero de 2022       | HAW112          | 9.79                 |
| 13           | 13           | «Spies, Part 2» | Tessa Blake      | Christopher Silber                         | 24 de enero de 2022       | HAW113          | 5.41                 |
| 14           | 14           | «Broken»        | Norman Buckley   | Matt Bosack y Jan Nash                     | 28 de febrero de 2022     | HAW114          | 4.54                 |
| 15           | 15           | «Pirates»       | Tim Andrew       | Yalun Tu                                   | 7 de marzo de 2022        | HAW115          | 5.38                 |
| 16           | 16           | «Monster»       | Leslie Hope      | Ron McGee                                  | 14 de marzo de 2022       | HAW116          | 5.10                 |
| 17           | 17           | «Breach»        | Christine Moore  | Yakira Chambers                            | 21 de marzo de 2022       | HAW117          | 5.07                 |
| 18           | 18           | «T'N'T»         | Lionel Coleman   | Christopher Silber y Megan Bacharach       | 28 de marzo de 2022       | HAW118          | 6.13                 |
| 19           | 19           | «Nurture»       | Lin Oeding       | Jan Nash                                   | 18 de abril de 2022       | HAW119          | 5.09                 |
| 20           | 20           | «Nightwatch»    | Tawnia McKiernan | Amy Rutberg                                | 2 de mayo de 2022         | HAW120          | 5.21                 |
| 21           | 21           | «Switchback»    | Jimmy Whitmore   | Noah Evslin                                | 16 de mayo de 2022        | HAW121          | 4.97                 |
| 22           | 22           | «Ohana»         | Tim Andrew       | Matt Bosack y Christopher Silber           | 23 de mayo de 2022        | HAW122          | 5.47                 |

### Segunda temporada (2022–23)
| N.º en serie | N.º en temp. | Título               | Dirigido por       | Escrito por                   | Fecha de emisión original | Código de prod. | Audiencia (millones) |
| ------------ | ------------ | -------------------- | ------------------ | ----------------------------- | ------------------------- | --------------- | -------------------- |
| 23           | 1            | «Prisoners' Dilemma» | Tim Andrew         | Jan Nash y Christopher Silber | 19 de septiembre de 2022  | HAW201          | 5.31                 |
| 24           | 2            | «Blind Curves»       | Yangzom Brauen     | Matt Bosack                   | 26 de septiembre de 2022  | HAW202          | 4.58                 |
| 25           | 3            | «Stolen Valor»       | Tim Andrew         | Amy Rutberg                   | 3 de octubre de 2022      | HAW203          | 4.91                 |
| 26           | 4            | «Primal Fear»        | LeVar Burton       | Ron McGee                     | 10 de octubre de 2022     | HAW204          | 4.57                 |
| 27           | 5            | «Sudden Death»       | Tawnia McKiernan   | Yalun Tu                      | 17 de octubre de 2022     | HAW205          | 4.96                 |
| 28           | 6            | «Changing Tides»     | Lionel Coleman     | Noah Evslin                   | 24 de octubre de 2022     | HAW206          | 5.01                 |
| 29           | 7            | «Vanishing Act»      | Diana C. Valentine | Mike Diaz y Jan Nash          | 14 de noviembre de 2022   | HAW207          | 4.78                 |
| 30           | 8            | «Curtain Call»       | Christine Moore    | Yakira Chambers               | 21 de noviembre de 2022   | HAW208          | 4.82                 |
| 31           | 9            | «Desperate Measures» | Kevin Berlandi     | Ron McGee                     | 5 de diciembre de 2022    | HAW209          | 4.52                 |
| 32           | 10           | «Deep Fake»          | Jimmy Whitmore     | Christopher Silber            | 9 de enero de 2023        | HAW211          | 7.36                 |
| 33           | 11           | «Rising Sun»         | Christoph Schrewe  | Megan Bacharach y Matt Bosack | 16 de enero de 2023       | HAW210          | 4.33                 |
| 34           | 12           | «Shields Up»         | Norman Buckley     | Jan Nash y Amy Rutberg        | 23 de enero de 2023       | HAW212          | 5.27                 |
| 35           | 13           | «Misplaced Targets»  | Larry Teng         | Yalun Tu                      | 6 de febrero de 2023      | HAW213          | 5.13                 |
| 36           | 14           | «Silent Invasion»    | Eric Hays          | Mike Diaz                     | 13 de febrero de 2023     | HAW214          | 5.01                 |
| 37           | 15           | «Good Samaritan»     | Larry Teng         | Noah Evslin                   | 27 de febrero de 2023     | HAW215          | 5.12                 |
| 38           | 16           | «Family Ties»        | Christine Moore    | Ron McGee                     | 13 de marzo de 2023       | HAW216          | 5.15                 |
| 39           | 17           | «Money Honey»        | Loren Yaconelli    | Megan Bacharach               | 20 de marzo de 2023       | HAW217          | 4.98                 |
| 40           | 18           | «Bread Crumbs»       | LeVar Burton       | Jan Nash                      | 10 de abril de 2023       | HAW218          | 5.01                 |
| 41           | 19           | «Cabin Fever»        | Kurt Jones         | Yakira Chambers               | 1 de mayo de 2023         | HAW219          | 4.84                 |
| 42           | 20           | «Nightwatch Two»     | Tim Andrew         | Amy Rutberg                   | 8 de mayo de 2023         | HAW220          | 4.84                 |
| 43           | 21           | «Past Due»           | Jimmy Whitmore     | Christopher Silber y Yalun Tu | 15 de mayo de 2023        | HAW221          | 4.95                 |
| 44           | 22           | «Dies Irae»          | Tim Andrew         | Matt Bosack y Jan Nash        | 22 de mayo de 2023        | HAW222          | 5.09                 |

### Tercera temporada (2024)
| N.º en serie | N.º en temp. | Título                 | Dirigido por    | Escrito por                                | Fecha de emisión original | Código de prod. | Audiencia (millones) |
| ------------ | ------------ | ---------------------- | --------------- | ------------------------------------------ | ------------------------- | --------------- | -------------------- |
| 45           | 1            | «Run and Gun»          | Tim Andrew      | Jan Nash y Christopher Silber              | 12 de febrero de 2024     | HAW301          | 5.56                 |
| 46           | 2            | «Crash and Burn»       | Tim Andrew      | Jan Nash y Christopher Silber              | 19 de febrero de 2024     | HAW302          | 5.22                 |
| 47           | 3            | «License to Thrill»    | Christine Moore | Ron McGee y Amy Rutberg                    | 26 de febrero de 2024     | HAW303          | 5.40                 |
| 48           | 4            | «Dead On Arrival»      | Larry Teng      | Yalun Tu y Noah Evslin                     | 4 de marzo de 2024        | HAW304          | 5.40                 |
| 49           | 5            | «Serve and Protect»    | Yangzom Brauen  | Matt Bosack y Fallon O'Dowd                | 25 de marzo de 2024       | HAW305          | 4.82                 |
| 50           | 6            | «Operation Red Rabbit» | LeVar Burton    | Amy Rutberg y Mike Diaz                    | 1 de abril de 2024        | HAW306          | 4.98                 |
| 51           | 7            | «The Next Thousand»    | Daniela Ruah    | Matt Bosack, Jan Nash y Christopher Silber | 15 de abril de 2024       | HAW307          | 5.39                 |
| 52           | 8            | «Into Thin Air»        | Sherman Shelton | Ron McGee y Megan Bacharach                | 22 de abril de 2024       | HAW308          | 5.12                 |
| 53           | 9            | «Spill The Tea»        | LeVar Burton    | Ron McGee y Megan Bacharach                | 29 de abril de 2024       | HAW309          | 5.07                 |
| 54           | 10           | «Divided We Conquer»   | Christine Moore | Yalun Tu y Megan Bacharach                 | 6 de mayo de 2024         | HAW310          | 5.41                 |

## Producción

### Desarrollo
El 16 de febrero de 2021, The Hollywood Reporter reportó que se estaban cerrando acuerdos para una cuarta serie derivada de NCIS, titulada NCIS: Hawaii. También se reportó que sería creada y producida por Christopher Silber, Jan Nash y Matt Bosack. El 23 de abril de 2021, CBS oficialmente ordenó la serie. El nombre de la serie también se cambió a NCIS: Hawaiʻi, agregando una ʻOkina para reflejar la ortografía oficial utilizada en el idioma hawaiano. El 11 de octubre de 2021, se anunció que la serie había recibido un pedido de temporada completa por parte de CBS. El 31 de marzo de 2022, CBS renovó la serie para una segunda temporada que se estrenó el 19 de septiembre de 2022. El 21 de febrero de 2023, CBS renovó la serie para una tercera temporada. La tercera temporada se estrenó el 12 de febrero de 2024. El 26 de abril de 2024, CBS canceló la serie tras tres temporadas.

### Casting
El 4 de marzo de 2021, se anunció a Vanessa Lachey, Yasmine Al-Bustami y Jason Antoon en los papeles principales. El 17 de mayo de 2021, se anunció que Noah Mills se había unido al elenco en el papel de Jesse. El 3 de junio de 2021, Tori Anderson y Kian Talan fueron elegidos para los papeles de Kate Whistler y Alex. El 8 de julio de 2021, Alex Tarrant se unió al elenco principal como Kai y se anunció que Enver Gjokaj sería parte del elenco recurrente como Joe Milius.

## Recepción

### Críticas
En Rotten Tomatoes, la primera temporada tiene un índice de aprobación del 60%, basado en 5 reseñas. En Metacritic, tiene puntaje promedio ponderado de 48 sobre 100, basada en 6 reseñas, lo que indica «reseñas mixtas o medias».

### Audiencias

#### Temporada 1
| N.º | Título          | Fecha de emisión         | ÍA (18–49) | Audiencia (millones) | DVR (18–49) | Audiencia DVR (millones) | Total (18–49) | Audiencia total (millones) |
| --- | --------------- | ------------------------ | ---------- | -------------------- | ----------- | ------------------------ | ------------- | -------------------------- |
| 1   | «Pilot»         | 20 de septiembre de 2021 | 0.5        | 6.59                 | —           | —                        | —             | —                          |
| 2   | «Boom»          | 27 de septiembre de 2021 | 0.5        | 5.54                 | —           | —                        | —             | —                          |
| 3   | «Recruiter»     | 4 de octubre de 2021     | 0.5        | 5.54                 | —           | —                        | —             | —                          |
| 4   | «Paniolo»       | 11 de octubre de 2021    | 0.4        | 5.29                 | 0.2         | 2.55                     | 0.7           | 7.84                       |
| 5   | «Gaijin»        | 18 de octubre de 2021    | 0.5        | 5.35                 | 0.2         | 2.64                     | 0.7           | 7.99                       |
| 6   | «The Tourist»   | 1 de noviembre de 2021   | 0.5        | 5.07                 | —           | —                        | —             | —                          |
| 7   | «Rescuers»      | 8 de noviembre de 2021   | 0.5        | 5.11                 | —           | —                        | —             | —                          |
| 8   | «Legacy»        | 29 de noviembre de 2021  | 0.5        | 5.02                 | 0.3         | 3.00                     | 0.8           | 8.01                       |
| 9   | «Impostor»      | 6 de diciembre de 2021   | 0.4        | 5.16                 | 0.3         | 2.57                     | 0.7           | 7.74                       |
| 10  | «Lost»          | 3 de enero de 2022       | 0.4        | 4.91                 | —           | —                        | —             | —                          |
| 11  | «The Game»      | 17 de enero de 2022      | 0.4        | 5.01                 | —           | —                        | —             | —                          |
| 12  | «Spies, Part 1» | 23 de enero de 2022      | 2.1        | 9.79                 | —           | —                        | —             | —                          |
| 13  | «Spies, Part 2» | 24 de enero de 2022      | 0.5        | 5.41                 | —           | —                        | —             | —                          |
| 14  | «Broken»        | 28 de febrero de 2022    | 0.4        | 4.54                 | —           | —                        | —             | —                          |
| 15  | «Pirates»       | 7 de marzo de 2022       | 0.5        | 5.38                 | —           | —                        | —             | —                          |
| 16  | «Monster»       | 14 de marzo de 2022      | 0.5        | 5.10                 | —           | —                        | —             | —                          |
| 17  | «Breach»        | 21 de marzo de 2022      | 0.5        | 5.07                 | —           | —                        | —             | —                          |
| 18  | «T'N'T»         | 28 de marzo de 2022      | 0.5        | 6.13                 | —           | —                        | —             | —                          |
| 19  | «Nurture»       | 18 de abril de 2022      | 0.4        | 5.09                 | —           | —                        | —             | —                          |
| 20  | «Nightwatch»    | 2 de mayo de 2022        | 0.4        | 5.21                 | —           | —                        | —             | —                          |
| 21  | «Switchback»    | 16 de mayo de 2022       | 0.3        | 4.97                 | —           | —                        | —             | —                          |
| 22  | «Ohana»         | 23 de mayo de 2022       | 0.4        | 5.47                 | —           | —                        | —             | —                          |

#### Temporada 2
| N.º | Título               | Fecha de emisión         | ÍA (18–49) | Audiencia (millones) | DVR (18–49) | Audiencia DVR (millones) | Total (18–49) | Audiencia total (millones) |
| --- | -------------------- | ------------------------ | ---------- | -------------------- | ----------- | ------------------------ | ------------- | -------------------------- |
| 1   | «Prisoners' Dilemma» | 19 de septiembre de 2022 | 0.4        | 5.31                 | 0.3         | 3.08                     | 0.7           | 8.39                       |
| 2   | «Blind Curves»       | 26 de septiembre de 2022 | 0.3        | 4.58                 | 0.2         | 2.65                     | 0.6           | 7.23                       |
| 3   | «Stolen Valor»       | 3 de octubre de 2022     | 0.3        | 4.91                 | 0.2         | 2.36                     | 0.5           | 7.27                       |
| 4   | «Primal Fear»        | 10 de octubre de 2022    | 0.3        | 4.57                 | 0.2         | 2.44                     | 0.5           | 7.01                       |
| 5   | «Sudden Death»       | 17 de octubre de 2022    | 0.4        | 4.96                 | 0.2         | 2.41                     | 0.6           | 7.37                       |
| 6   | «Changing Tides»     | 24 de octubre de 2022    | 0.4        | 5.01                 | 0.2         | 2.33                     | 0.6           | 7.33                       |
| 7   | «Vanishing Act»      | 14 de noviembre de 2022  | 0.3        | 4.78                 | 0.2         | 2.45                     | 0.5           | 7.23                       |
| 8   | «Curtain Call»       | 21 de noviembre de 2022  | 0.4        | 4.82                 | —           | —                        | —             | —                          |
| 9   | «Desperate Measures» | 5 de diciembre de 2022   | 0.3        | 4.52                 | —           | —                        | —             | —                          |
| 10  | «Deep Fake»          | 9 de enero de 2023       | 0.5        | 7.36                 | 0.3         | 3.19                     | 0.8           | 10.55                      |
| 11  | «Rising Sun»         | 16 de enero de 2023      | 0.3        | 4.33                 | 0.2         | 2.74                     | 0.5           | 7.07                       |
| 12  | «Shields Up»         | 23 de enero de 2023      | 0.4        | 5.27                 | —           | —                        | —             | —                          |
| 13  | «Misplaced Targets»  | 6 de febrero de 2023     | 0.4        | 5.13                 | —           | —                        | —             | —                          |
| 14  | «Silent Invasion»    | 13 de febrero de 2023    | 0.3        | 5.01                 | —           | —                        | —             | —                          |
| 15  | «Good Samaritan»     | 27 de febrero de 2023    | 0.4        | 5.12                 | —           | —                        | —             | —                          |
| 16  | «Family Ties»        | 13 de marzo de 2023      | 0.3        | 5.15                 | —           | —                        | —             | —                          |
| 17  | «Money Honey»        | 20 de marzo de 2023      | 0.3        | 4.98                 | —           | —                        | —             | —                          |
| 18  | «Bread Crumbs»       | 10 de abril de 2023      | 0.3        | 5.01                 | —           | —                        | —             | —                          |
| 19  | «Cabin Fever»        | 1 de mayo de 2023        | 0.3        | 4.84                 | —           | —                        | —             | —                          |
| 20  | «Nightwatch Two»     | 8 de mayo de 2023        | 0.3        | 4.84                 | —           | —                        | —             | —                          |
| 21  | «Past Due»           | 15 de mayo de 2023       | 0.3        | 4.95                 | —           | —                        | —             | —                          |
| 22  | «Dies Irae»          | 22 de mayo de 2023       | 0.3        | 5.09                 | —           | —                        | —             | —                          |

#### Temporada 3
| N.º | Título                 | Fecha de emisión      | ÍA (18–49) | Audiencia (millones) | DVR (18–49) | Audiencia DVR (millones) | Total (18–49) | Audiencia total (millones) |
| --- | ---------------------- | --------------------- | ---------- | -------------------- | ----------- | ------------------------ | ------------- | -------------------------- |
| 1   | «Run and Gun»          | 12 de febrero de 2024 | 0.4        | 5.56                 | —           | —                        | —             | —                          |
| 2   | «Crash and Burn»       | 19 de febrero de 2024 | 0.4        | 5.22                 | —           | —                        | —             | —                          |
| 3   | «License to Thrill»    | 26 de febrero de 2024 | 0.4        | 5.40                 | —           | —                        | —             | —                          |
| 4   | «Dead On Arrival»      | 4 de marzo de 2024    | 0.4        | 5.40                 | —           | —                        | —             | —                          |
| 5   | «Serve and Protect»    | 25 de marzo de 2024   | 0.3        | 4.82                 | 0.2         | 2.56                     | 0.5           | 7.38                       |
| 6   | «Operation Red Rabbit» | 1 de abril de 2024    | 0.3        | 4.98                 | 0.2         | 2.62                     | 0.5           | 7.60                       |
| 7   | «The Next Thousand»    | 15 de abril de 2024   | 0.3        | 5.39                 | —           | —                        | —             | —                          |
| 8   | «Into Thin Air»        | 22 de abril de 2024   | 0.3        | 5.12                 | —           | —                        | —             | —                          |
| 9   | «Spill The Tea»        | 29 de abril de 2024   | 0.3        | 5.07                 | —           | —                        | —             | —                          |
| 10  | «Divided We Conquer»   | 6 de mayo de 2024     | 0.4        | 5.41                 | —           | —                        | —             | —                          |